# Brazil (serie televisiva)
Brazil (Amizade Colorida) è una miniserie televisiva brasiliana in 11 episodi prodotta e trasmessa dal 20 aprile al 29 giugno 1981 da TV Globo.
Scritta da Armando Costa, Bráulio Pedroso, Domingos de Oliveira, Joaquim Assis e Lenita Ponczynski e diretta da Ary Coslov, Dennis Carvalho, Paulo Afonso Grisolli e Walter Campos, Brazil fu la prima miniserie televisiva prodotta da Rede Globo, fino ad allora impegnata solo sul fronte delle telenovele.

## Trama
La serie tratta, in forma di commedia, i dubbi e le debolezze dell'uomo moderno di fronte alle sue relazioni amorose e sessuali - spesso passeggere - con le donne e la loro nuova indipendenza acquisita.
Protagonista assoluto è Eduardo "Edu" Lusceno, interpretato da Antônio Fagundes, scapolo e incorreggibile playboy ultratrentenne. Fotografo freelance di moda, Edu intrattiene diverse avventure sessuali con svariati tipi di donne di classi differenti, donne che per lavoro egli spesso conduce nella sua casa-studio.
Sebbene sessista per formazione e abitudine, Edu si sforza di imparare le nuove regole del gioco dell'amore e di mantenere un rapporto onesto con le donne. Nonostante il suo buon carattere e le sue buone intenzioni, l'uomo deve far fronte alla sua confusione e alle sue convinzioni poco solide - ha l'abitudine di terminare ogni ragionamento con l'espressione "... o no?" - assumendo la funzione di critico involontario dei valori della società moderna.
In tutti gli episodi della serie, Edu deve affrontare problemi di relazione con le donne che incontra. Nell'episodio-pilota, per esempio, Isso Acontece, scritto da Lenita Plonczynski, Edu conosce Vera Bianca (Sandra Bréa), ma nell'attimo culminante del loro rapporto l'uomo rimane vittima di un momento di vera e propria impotenza sessuale. In Em Vertigem de Altura di Bráulio Pedroso, per conquistare Patrícia (Christiane Torloni), Edu deve cercare di superare la sua acrofobia, visto che la donna è una deltaplanista. Nell'episodio As Dificuldades de Ser Homem, il fotografo conosce Sônia (Renée de Vielmond), donna emancipata, indipendente e professionalmente realizzata (lavora nel campo della moda), ma per poterla considerare una "donna senza difetti" Edu deve affrontare e superare il proprio machismo e la propria insicurezza affettiva e professionale. In Mamãe, Eu Quero, i problemi di Edu sono strettamente legati a sua madre che si presenta inaspettatamente nel suo appartamento portando scompiglio nella vita dell'uomo.

Nell'episodio Barriga, scritto dallo stesso Fagundes, Mônica (Lúcia Alves) - che ha avuto una breve relazione con Edu - lo informa di attendere un bambino da lui ma che ha intenzione di crescerlo da sola, visto che il loro rapporto era comunque ridotto al semplice atto sessuale. La notizia causa nell'uomo una "strana" reazione: decide infatti di provare sulla sua pelle cosa significa rimanere in stato interessante. Legge molti manuali di gravidanza, utilizza una finta pancia per sentire gli effetti sul suo corpo (ad esempio i dolori alla colonna vertebrale) e va addirittura da un ginecologo, il quale ovviamente lo butta fuori dal suo studio pensando che sia pazzo.

## Episodi
| Stagione       | Episodi | Prima TV Brasile | Prima TV Italia |
| -------------- | ------- | ---------------- | --------------- |
| Stagione unica | 11      | 1981             | 1985            |

## Accoglienza del pubblico e censura
La miniserie fu letta come la risposta "maschile e maschilista" a una serie televisiva di Rede Globo, Malù donna (Malu Mulher), che trattava - con toni più drammatici - le difficoltà della vita quotidiana, tra famiglia e lavoro, di una donna appena divorziata alle prese con una nuova indipendenza. Questa lettura non fu casuale: la serie venne trasmessa in patria lo stesso giorno e nello stesso orario di Malù donna. In più, in un primo momento, i produttori avevano pensato di intitolare la serie Edu Homem, ma alla fine si optò per Amizade Colorida proprio per evitare di far sembrare la serie come una presa in giro del telefilm interpretato da Regina Duarte.
Le reazioni del pubblico alla serie furono spesso di turbamento, soprattutto a causa della disinvoltura con cui Edu si relazionava alle sue donne e alle sue avventure sessuali (in un episodio, Gatinhas e Gatões, diretto da Dennis Carvalho, l'uomo ha due relazioni simultaneamente: con Lúcia Siqueira (Tamara Taxman) e la figlia diciassettenne di questa, Bebel (Carla Camurati)).
La censura eliminò varie scene degli episodi della serie, come in Bagunça, scritto da Antônio Fagundes e diretto da Dennis Carvalho, che subì molti tagli tanto da risultare pressoché incomprensibile: per questo motivo alla fine non fu trasmesso. All'ora in cui l'episodio era programmato, fu letta una nota dove si informava gli spettatori che i legali dell'emittente avevano fatto ricorso contro il Servizio di Censura Federale, in segno di rifiuto dei tagli.

## Colonna sonora
La colonna sonora della serie fu curata dal compositore e arrangiatore Waltel Blanco, mentre la sigla Lente do Amor fu composta ed eseguita da Gilberto Gil.

## Trasmissione italiana
In Italia, la miniserie è stata trasmessa - condensata in 6 episodi - dal 1º al 7 agosto 1985 su Rete 4.